# Werk aan de Waalse Wetering
Het Werk aan de Waalse Wetering is een onderdeel van de Nieuwe Hollandse Waterlinie en gebouwd tussen 1875 en 1878.

## Ligging en doel
Het Werk aan de Waalse Wetering ligt op het Eiland van Schalkwijk ten oosten van Tull en 't Waal op een hoger gelegen deel in het landschap. Bij inundatie zou er een smalle strook land nauwelijks onder water komen te staan tussen de dorpskern van Schalkwijk en Tull en 't Waal. De potentiële vijand zou via deze stroomrug de Nieuwe Hollandse Waterlinie kunnen passeren.
Aan de voorzijde, de frontwal, ligt de Waalse Wetering, waaraan het fort zijn naam dankt. Dit drie kilometer lange inundatiekanaal tussen Fort Honswijk en de Schalkwijkse Wetering is kort na 1870 gegraven om het gebied ten zuiden en zuidoosten van Utrecht snel onder water te kunnen zetten.
Het fort dient:
1. Tot het onder vuur houden, in verbinding met het verdedigingswerk aan den Korten Uitweg, van het niet te inunderen terrein vóór de Batterij tot aan de Schalkwijkse Wetering;
2. Het bestrijken van den Achterdijk en van de droge strook Noordwaarts van dien dijk gelegen;
3. Tot het brengen van vuur op het terrein ten noorden van het Werk en het geven van vuur op grootte afstanden op het voorgelegen terrein.

## Beschrijving
Het werk bestaat uit een gracht met daarop een aarden wal. De gracht is aan de frontzijde tussen de 18 en 30 meter breed en aan de keelzijde tussen de 11 en 18 meter. In de wal ligt een kazerne, met in de bovenste verdieping een remise voor het geschut. Boven de ingang van de remise is een steen aangebracht met daarop het jaartal 1876. Het fort was geschikt voor 94 soldaten. Rondom het fort, tegen de gracht aan, was een doornenhaag met de functie van een natuurlijke prikkeldraad versperring. Buiten de gracht aan de keelzijde staat een fortwachterswoning.

### Bewapening
De bewapening volgens het Genieregister bestond uit:
- 2 getrokken kanonnen van 12 cM. L.A. (lang, achterlaad)
- 4 getrokken kanonnen van 8 cM. Br. (brons) en
- 4 Coehoornmortieren
- 2 mitrailleurs waarvan één op borstweringsaffuit en één op pivotstoel.

Sinds 1970 is het fort eigendom van Staatsbosbeheer.